# مالايكا أواماهورو
ماليكا أرورا (بالإنجليزية: Malaika Uwamahoro)‏ (مواليد 1990)، هي مُمثلة رواندية.

## وصلات خارجية
- مالايكا أواماهورو على موقع IMDb (الإنجليزية)